# Vill (Innsbruck)
Vill ist ein Dorf sowie Stadtteil, Katastralgemeinde und Ortschaft der Stadtgemeinde Innsbruck. 1942 wurde es nach Innsbruck eingemeindet.

## Geografie

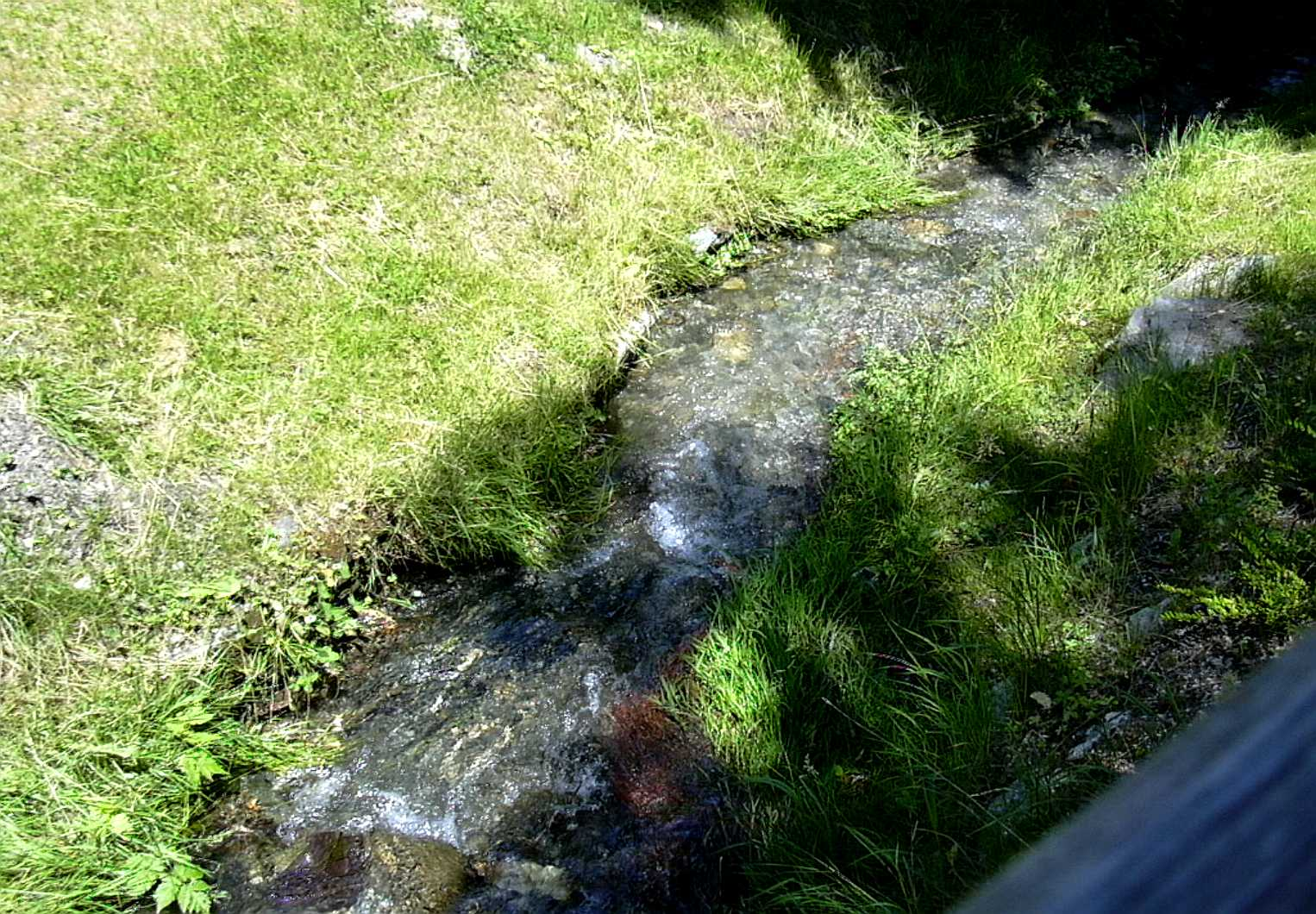
Viller Bach

Der Ort liegt südlich vom Innsbrucker Zentrum, am Abhang einer Mittelgebirgsterrasse am Fuß des Patscherkofels, auf rund 820 m Höhe. In Vill fließt der Viller Bach mit dem aus Igls kommenden, fünf Kilometer langen Ramsbach zusammen, und dann hinunter zur Sill in der Sillschlucht. Igls, der bekannte Wintersportort, welcher ebenfalls ein Stadtteil von Innsbruck ist, liegt 1,5 km südlich von Vill.
Vill bietet heute noch ein dörfliches Erscheinungsbild mit etlichen Bauernhöfen. Zum Stadtteil und Ortschaftsgebiet gehören auch Grillhof und Poltenhütte nordöstlich des Dorfs am Lanser Kopf (930 m ü. A.), und Handlhof und Zenzenhof südlich an der Sill unterhalb von Igls, sowie die Gemeindegebiete um den Ahrnwald bis an die Südgrenze Innsbrucks an der Haltestelle Unterberg-Stefansbrücke der Brennerbahn. 
Nachbarortschaften/-katastralgemeinden:
|                | Wilten                                      | Pradl       |
| Natters (Gem.) | Kompassrose, die auf Nachbargemeinden zeigt | Lans (Gem.) |
| Mutters (Gem.) | Patsch (Gem.)                               | Igls        |

## Statistische Daten
Der statistische Stadtteil Vill ist deckungsgleich mit der Katastralgemeinde und dem statistischen Bezirk (Zählbezirk) Vill und hat eine Fläche von 366,8 ha, 541 Einwohner mit Hauptwohnsitz in Vill und 58 Personen mit Nebenwohnsitz (Stand Ende 2014) und 215 Gebäude (Stand April 2014).
16,5 % der Bevölkerung sind jünger als 15 Jahre, 24,5 % älter als 65. Der Ausländeranteil beträgt 8,7 % (Stand 2013).

## Politik
Bis 1942 war Vill eine selbstständige Gemeinde, der letzte Bürgermeister in Vill war Karl Schlögl. 1942 wurde der Ort durch Verordnung der nationalsozialistischen Verwaltung nach Innsbruck eingemeindet. Nach 1945 versuchten einige Viller Bauern ergebnislos, diese Einverleibung rückgängig zu machen. Die politische Eingliederung in das Stadtgebiet Innsbrucks ist inzwischen allgemein akzeptiert.
Um den Anliegen der Viller Bevölkerung im Innsbrucker Gemeinderat besser Gehör zu verschaffen, wurde 2012 die Einrichtung eines Stadtteilausschusses Vill initiiert. Bei der am 28. April 2013 parallel zur Landtagswahl durchgeführten Wahl zum Stadtteilausschuss stimmten 249 Villerinnen und Viller ab, was einer Beteiligung von 57,24 % der Wahlberechtigten entsprach. Die konstituierende Sitzung des Stadtteilausschusses Vill fand am 12. Juli 2013 im Grillhof statt. Als Vorsitzender des Unterausschusses wurde Max Profanter bestellt, als dessen Stellvertreter Klaus Jennewein.

## Geschichte, Kultur und Sehenswürdigkeiten
In Vill wurden Funde aus der La-Tène-Zeit gemacht. Man fand auf dem Goarmbichl steinerne Überreste einer auf einem Hügel gelegenen ehemaligen Behausung.
Der Name hat eine romanische Sprachwurzel. Das „Villertal“ (als Tal des Viller Baches) wird erstmals 1141 in den (gefälschten) Urkunden des Stiftes Wilten genannt. 1251 wird die „villa Ville“ in einer Urkunde genannt. Daraus leitete sich der heutige Name des Dorfes ab. In derselben Urkunde wurde auch die Viller Straße („via tendens ad villam Ville“) erwähnt, damals ein Karrenweg von der Wiltener Sillbrücke nach Vill mit einem anderen Verlauf als heute.
1313 wurde Vill als eine Flur und Steuergemeinde des Gerichtes Sonnenburg erwähnt.
Im 13. Jahrhundert ließen die Grafen von Tirol die Burg Straßfried zur Bewachung der Straße von Innsbruck über Vill und Igls nach Patsch errichten. Nach dem Aussterben der ansässigen Familie begann die Burg im 16. Jahrhundert zu verfallen.
Die Pfarrkirche zum hl. Martin ist seit 1397 durch eine Stiftungsurkunde nachweisbar. Sie zeigt noch den gotischen Stil ihrer Errichtung, wurde aber 1790 im Rokokostil umgestaltet. Vill war wie Igls Teil der Urpfarre Patsch, wurde jedoch seit 1259 vom Stift Wilten betreut. 1808 wurde Igls zusammen mit Vill zur Kuratie, 1891 zur Pfarre erhoben, die aber dem Stift Wilten inkorporiert blieb.

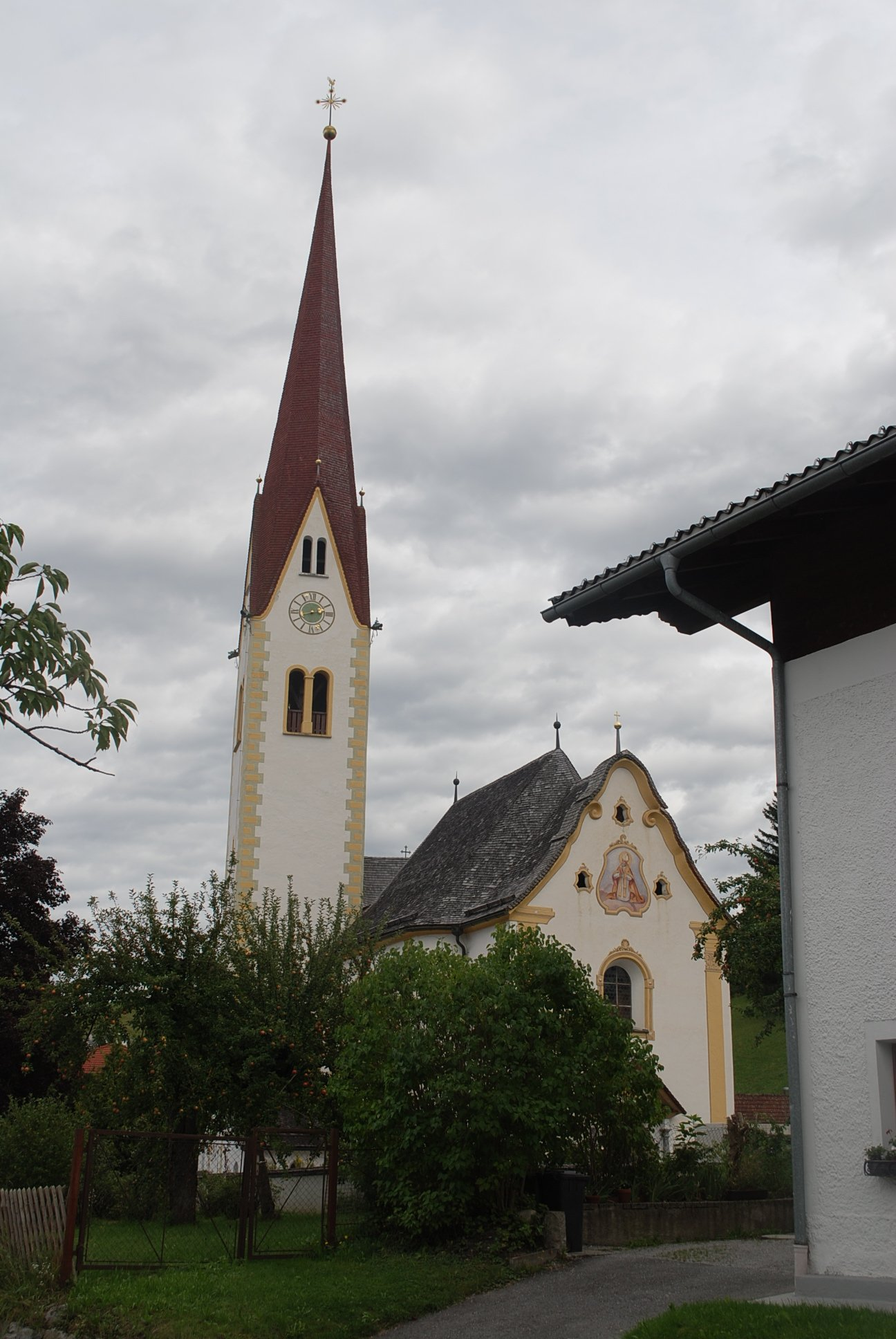
Pfarrkirche St. Martin
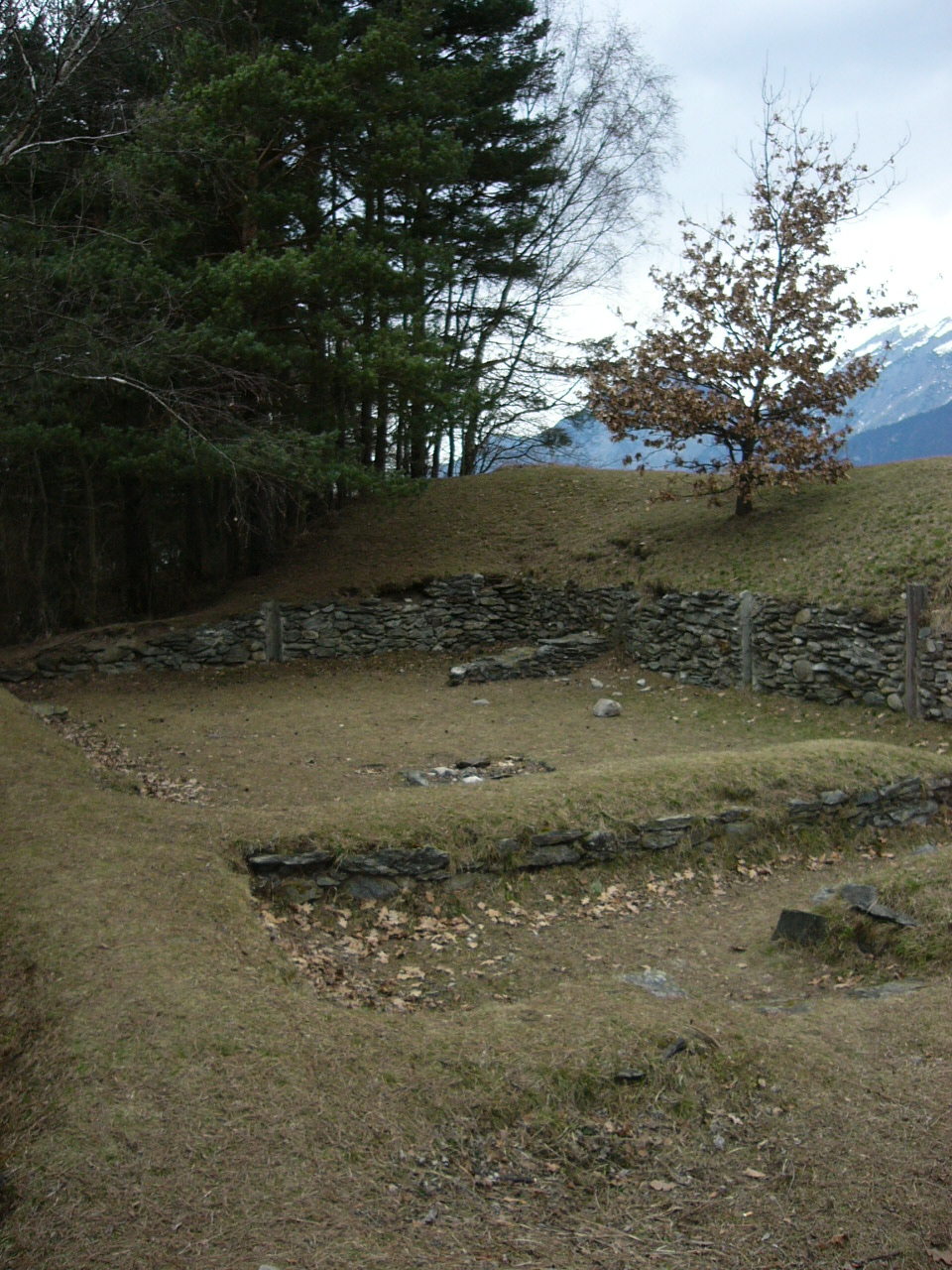
Goarmbichl, Funde aus der La-Tène-Zeit

## Wappen
Anders als Wilten, Hötting oder Mühlau führte Vill bei der Eingemeindung kein Wappen. Daher erhielt es 1992 ein neugeschaffenes Stadtteilwappen, das von den Vertretern der Viller Vereine einstimmig angenommen wurde. Es zeigt in einem schrägrechts von Rot über Weiß geteilten Schild im oberen roten Feld eine Darstellung des aufrecht stehenden heiligen Bischofs Martin von Tours mit Mitra und dem Hirtenstab in seiner linken Hand und zu seinen Füßen die ihn kennzeichnende weiße Gans, während das untere Feld eine Darstellung des vorgeschichtlichen Viller Bronzerädchens enthält. Das Wappen erinnert damit an den Kirchenpatron und die Ausgrabungen am Goarmbichl, dem einzigen Innsbrucker Freilichtmuseum.

## Sonstiges
Seit dem Beginn der Errichtung des Brennerbasistunnels befindet sich hier die größte Deponie für Ausbruchsmaterial „Bodenaushubdeponie Ahrental Süd“.